# Дослоньце
Дослоньце (пол. Dosłońce) — село в Польщі, у гміні Рацлавиці Меховського повіту Малопольського воєводства.
Населення — 179 осіб (2011).
У 1975-1998 роках село належало до Келецького воєводства.

## Демографія
Демографічна структура станом на 31 березня 2011 року:
|          | Загалом | Допрацездатний вік | Працездатний вік | Постпрацездатний вік |
| -------- | ------- | ------------------ | ---------------- | -------------------- |
| Чоловіки | 94      | 23                 | 59               | 12                   |
| Жінки    | 85      | 13                 | 47               | 25                   |
| Разом    | 179     | 36                 | 106              | 37                   |